# Filet mignon
Pour les articles homonymes, voir filet.

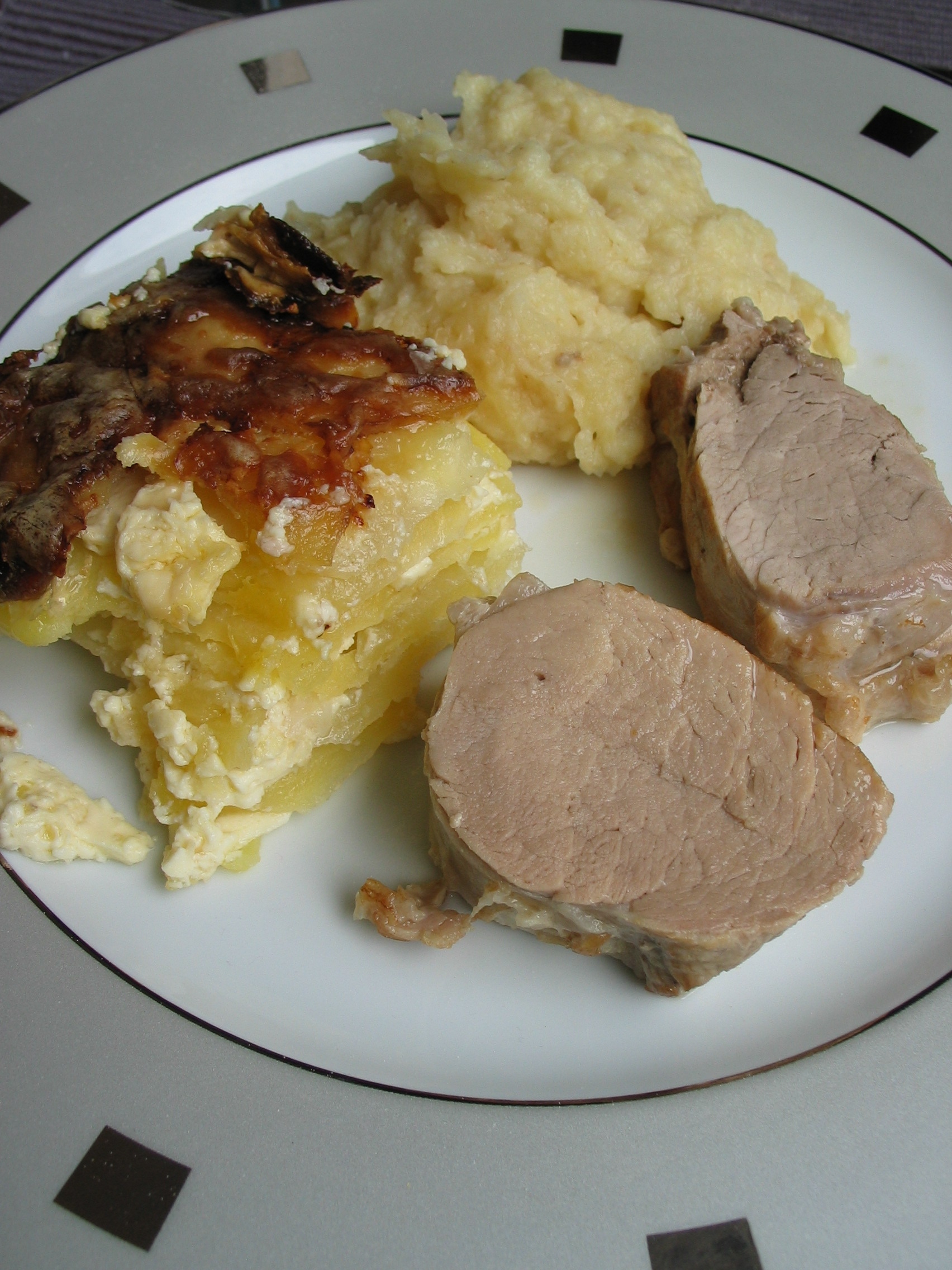
Filet mignon accompagné de purée de céleri et de gratin dauphinois.

Le filet mignon est une pièce de viande de porc, de veau et, plus rarement, de chevreuil, correspondant au muscle ilio-psoas, composé des muscles iliaque et grand psoas, entre lesquels chemine le nerf fémoral. C'est une des parties les plus tendres et souvent une des plus chères. Ces muscles se trouvent le long des premières vertèbres lombaires.

## Utilisation du qualificatif en français
L'équivalent dans le bœuf n'utilise pas, en général, le qualificatif de « mignon ». Le filet est effectivement un morceau connu pour sa tendreté, mais également son manque de goût. À l'époque où les Halles de Paris étaient encore le marché de la ville, de nombreux restaurants du quartier servaient (et certains servent encore) le « bœuf à la ficelle », rôti de filet trempé dans un bouillon de légumes et d'épices au bout d'une ficelle (d'où son nom), avec le même temps de cuisson (10 minutes par livre) que le rôti traditionnel.

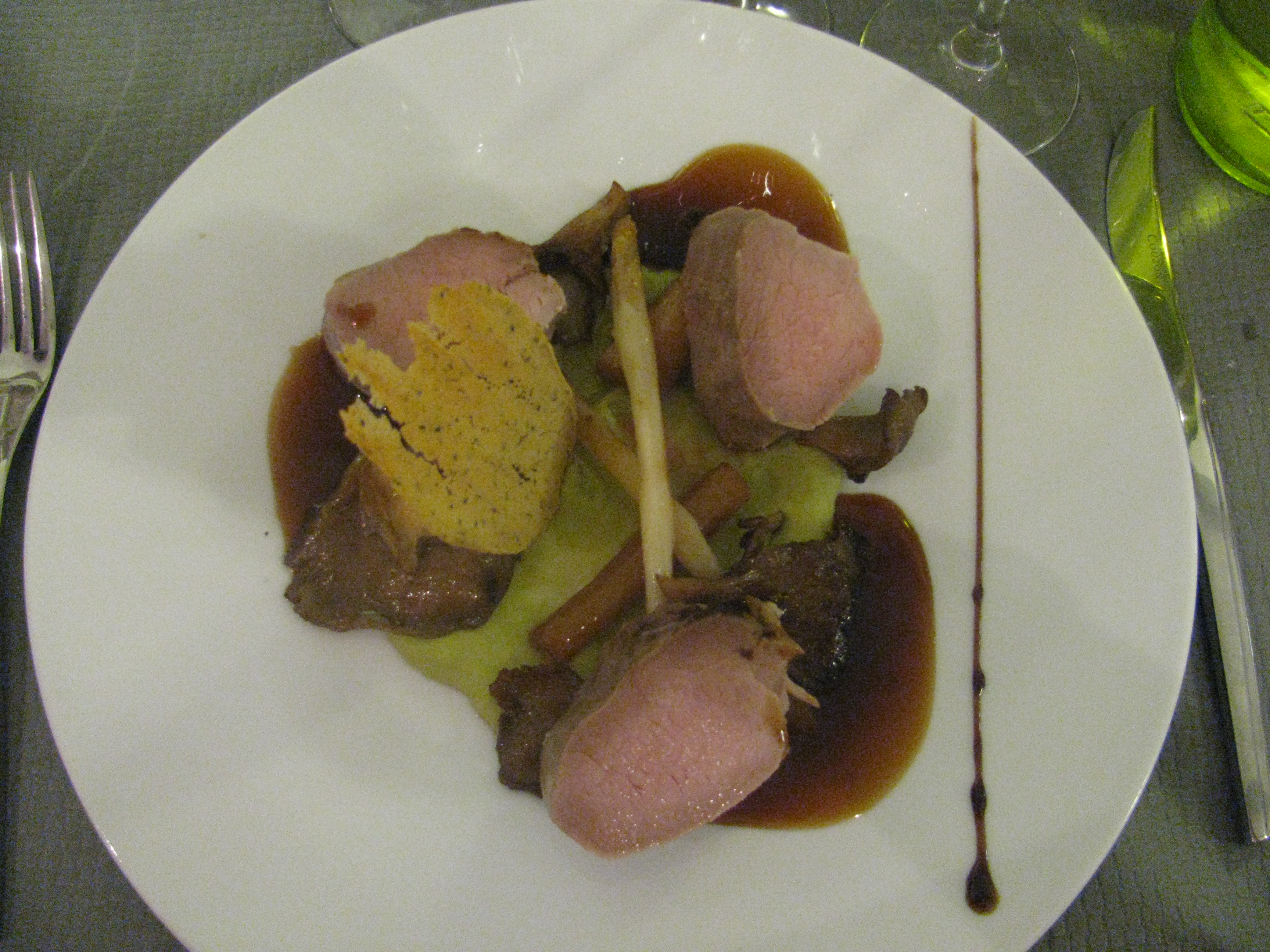
Filet mignon de porc mi-fumé aux asperges.
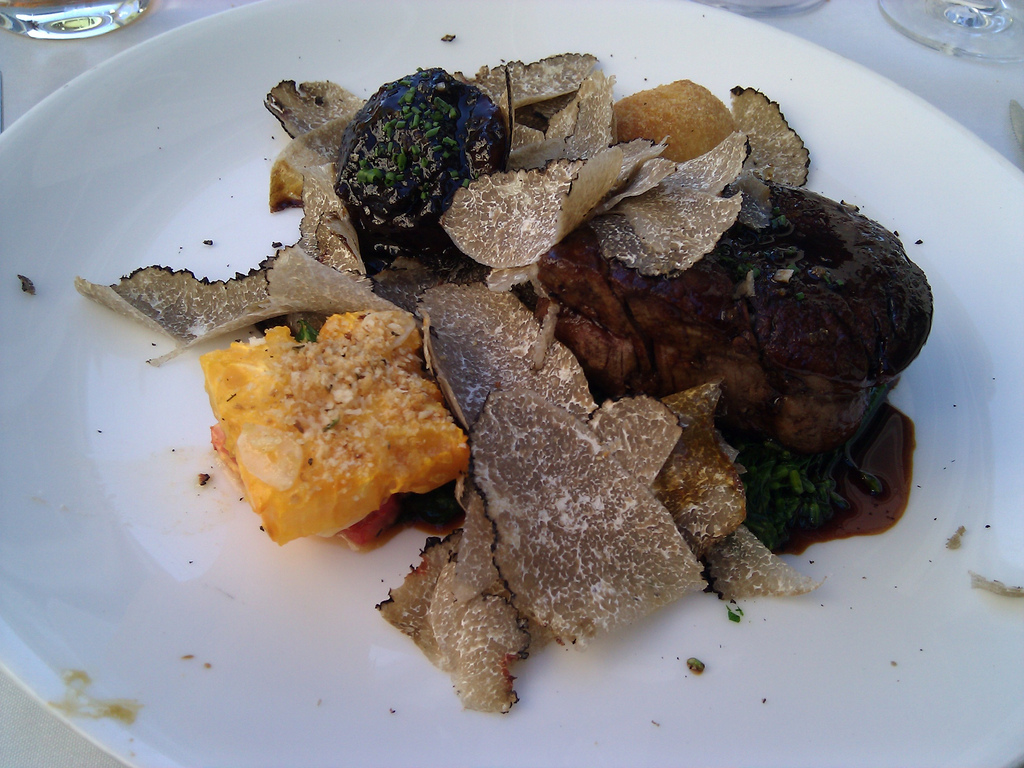
Filet mignon et truffes.

## Utilisation du qualificatif en Amérique

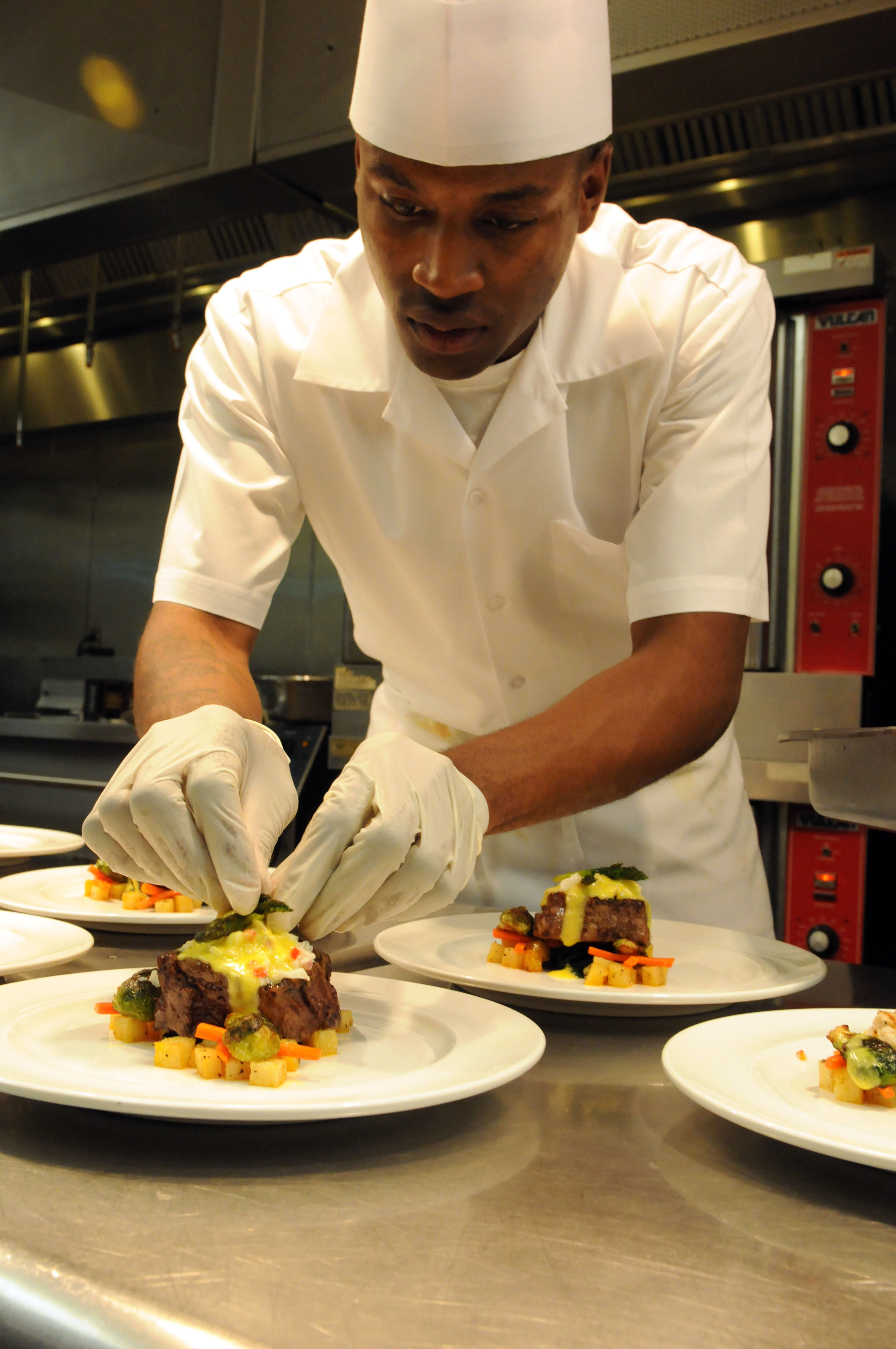
Préparation de filets mignons dans une cantine de l'U.S. Army.

L'habitude a été prise aux États-Unis d'employer l'expression « filet mignon » (en français) pour désigner le filet de bœuf, voire tout steak tendre. Le consommateur américain est dès lors pris au dépourvu dans les pays européens, où il croit reconnaître sur une carte un filet mignon de bœuf et où on lui sert en général du porc, donc de la viande blanche. Inversement, le consommateur européen qui commande un filet mignon dans une zone de culture nord-américaine peut être surpris de se voir servir du bœuf.